# Spirotaenia
Spirotaenia, rod parožine iz porodice Mesotaeniaceae.

## Vrste
1. Spirotaenia bacillaris Lütkemüller
2. Spirotaenia beijerinckii Coesel
3. Spirotaenia closteridia (Kützing) Rabenhorst
4. Spirotaenia condensata Brébisson - tip
5. Spirotaenia diplohelica Coesel
6. Spirotaenia eboracensis (West & G.S.West) G.S.West
7. Spirotaenia elliptica Irénée-Marie
8. Spirotaenia endospira W.Archer
9. Spirotaenia erythrocephala Itzigsohn
10. Spirotaenia filiformis G.J.P.Ramos, C.E.M.Bicudo & C.W.N.Moura
11. Spirotaenia fusiformis West & G.S.West
12. Spirotaenia kirchneri Lütkemüller
13. Spirotaenia lemanensis (Reverdin) Printz
14. Spirotaenia leopoliensis Borzecki
15. Spirotaenia luetkemuelleri A.J.Brook & D.B.Williamson
16. Spirotaenia minuta Thuret
17. Spirotaenia minutissima Walton
18. Spirotaenia oblonga Lütkemüller
19. Spirotaenia simplex F.Wawrik
20. Spirotaenia tenerrima W.Archer
21. Spirotaenia truncata W.Archer
22. Spirotaenia turfosa West & G.S.West